# Санта-Репарата-ди-Мориани
Санта-Репарата-ди-Мориани (фр. Santa-Reparata-di-Moriani, корс. Santa Riparata di Moriani) — коммуна во Франции, находится в регионе Корсика. Департамент коммуны — Верхняя Корсика. Входит в состав кантона Кастаньичча. Округ коммуны — Бастия.
Код INSEE коммуны — 2B317.

## Население
Население коммуны на 2008 год составляло 45 человек.
| 1962 | 1968 | 1975 | 1982 | 1990 | 1999 | 2008 |
| ---- | ---- | ---- | ---- | ---- | ---- | ---- |
| 117  | 130  | 83   | 51   | 37   | 43   | 45   |

## Экономика
В 2007 году среди 22 человек в трудоспособном возрасте (15—64 лет) 12 были экономически активными, 10 — неактивными (показатель активности — 54,5 %, в 1999 году было 60,9 %). Из 12 активных работали 7 человек (5 мужчин и 2 женщины), безработных было 5 (2 мужчины и 3 женщины). Среди 10 неактивных 2 человека были учениками или студентами, 4 — пенсионерами, 4 были неактивными по другим причинам.